# Pacato Drepanio
Latino (o Latinio) Pacato Drepanio (en latín Latinus –o Latinius– Pacatus Drepanius), fue un panegirista latino que floreció a finales del siglo IV d. C. 

## Origen y carrera política
Sus orígenes más probables se sitúan en la ciudad aquitana de Aginnum (Agén), al sur de Francia actual, en el territorio del pueblo celta de los nitióbrigos. Se educó en la escuela de retórica de Burdigala. Fue contemporáneo e íntimo amigo de Ausonio, que dedicó dos de sus obras menores a Pacato, al que describió como el mayor poeta latino después de Virgilio.
Pacato obtuvo el cargo de procónsul de África (390) y mantuvo una posición influyente en la corte imperial.

## Obra
Es el autor del segundo de los doce Panegyrici Latini (Panegyricus Latini Pacati Drepani dictus Theodosio, cronológicamente, el último en ser leído, por lo que algunas fuentes suponen que fue el autor de la recopilación), que fue leído en el Senado de Roma (389) en honor del emperador romano Teodosio I el Grande. Contiene la descripción de la vida y los hechos del emperador, en especial el de la enhorabuena que fue la derrota completa del usurpador Máximo. El discurso es uno de los mejores de su clase. Aunque en conjunto no está libre de exageración y adulación, el autor está marcado por una considerable dignidad y dominio de sí mismo, y el discurso panegírico es así más importante como documento histórico que otras producciones similares. El estilo es vivo, la lengua elegante pero comparativamente simple, exhibiendo familiaridad con la mejor literatura clásica.
El escritor del panegírico debe distinguirse de Drepanio Floro, diácono de Lyon hacia el año 850, autor de algunos poemas cristianos y trabajos teológicos de prosa.